# Carvin
 Carvin  es una población y comuna francesa, situada en la región de Norte-Paso de Calais, departamento de Paso de Calais, en el distrito de Lens y cantón de Carvin.

## Demografía
| 3 760                     | 3 670 | 4 522 | 4 686 | 5 053 | 4 953 | 5 120 | 5 022 | 5 426 | 6 094 | 6 546 | 7 024 | 7 471 | 7 759 | 7 808 | 8 000 | 8 614 | 9 391 | 10 736 | 11 846 | 11 775 | 16 664 | 19 543 | 18 696 | 20 294 | 15 780 | 16 139 | 17 097 | 15 601 | 16 206 | 17 059 | 17 772 | 17 485 |
| (Fuente: INSEE y Cassini) |       |       |       |       |       |       |       |       |       |       |       |       |       |       |       |       |       |        |        |        |        |        |        |        |        |        |        |        |        |        |        |        |